# 德鲁·古登
安德鲁·梅尔文·“德鲁”·古登（英語：Andrew Melvin "Drew" Gooden，1981年9月24日—），生於加利福尼亚州奥克兰，美国职业篮球运动员

## NBA生涯

### NBA选秀
古登在出色的完成堪萨斯大学三年级的比赛后参加了2002年NBA选秀，在选秀大会上孟菲斯灰熊队在第一轮第4顺位摘得古登。在赛季结束前，古登被送往奥兰多魔术。
进入NBA联盟后，古登逐渐成为了一位出色的大前锋，时常可以在比赛中拿出得分和篮板的两双数据。他在场上场下都有着良好的口碑，体育的电子杂志Sporting News称他是“体育界的好人”(Good Guys in Sports)。

### 加盟骑士
由于球队和卡洛斯·布泽尔的矛盾，使得骑士队急需寻找另外的大前锋。2004年7月23日克里夫兰骑士以托尼·巴蒂和两个第二轮选秀权从奥兰多魔术交换来了古登、安德森·瓦莱乔以及斯蒂文·亨特。
古登在2006年8月14日和克里夫兰骑士续约三年，他同意了球队为他开出的三年2,300万的合同。在2006-07赛季中，他取得了场均11分和7.9个篮板的不错数据。

### 转投公牛
2008年2月，古登在一次三队11人大交易中和拉里·休斯一道被送往芝加哥公牛队，以交换本·华莱士和乔·史密斯。

### 被達拉斯小牛簽下
2009年中旬，小牛隊以一年7百多萬的合約簽下。

### 华盛顿奇才队/洛杉矶快船队
2010年2月13日，古登被交易到华盛顿奇才队。四天后，古登再次被交易，这次是作为三队六人交易的一部分，他被交易到洛杉矶快船。

## 家庭情况
德鲁拥有一般的芬兰人血统，他的父亲安德烈·古登在芬兰Äänekoski的职业联赛期间遇见了德鲁的母亲Ulla。但是父母稍后离婚，他随着父亲留在了加州，德鲁也会弹奏钢琴。

## 荣誉
- NCAA大学联盟Big XII区 年度最佳球员
- EA Sports游戏《NCAA March Madness 2003》封面人物[7]
- 2007年，NBA东部联盟冠军 克里夫兰骑士队时期